# Une femme disparaît (film, 1938)
Pour les films homonymes, voir Une femme disparaît (homonymie).
Pour plus de détails, voir Fiche technique et Distribution.
Une femme disparaît (The Lady Vanishes) est un film d'espionnage britannique réalisé par Alfred Hitchcock, sorti en 1938.

## Synopsis
En Bandrika, pays imaginaire d'Europe centrale, dans le train qui les ramène en Angleterre, Iris Henderson retrouve miss Froy, une vieille dame, qui est britannique comme elle et dont elle a fait la connaissance à l'hôtel, la veille. Au cours du voyage, miss Froy disparaît mystérieusement. La jeune femme s’inquiète, mais personne ne veut la croire et on tente de la convaincre qu'elle a tout imaginé. Seul Gilbert Redman, un musicien rencontré lui aussi à l'hôtel, va être en mesure de l'aider. Quatre autres Britanniques s'intègrent à l'histoire : deux amateurs de cricket préoccupés par l'idée d'arriver à temps à Londres afin d'assister à un match, et un couple d'amants qui souhaitent rester discrets.

## Fiche technique
- Titre : Une femme disparaît
- Titre original : The Lady Vanishes
- Réalisation : Alfred Hitchcock, assisté de Roy Ward Baker (non crédité)
- Scénario : Alma Reville, Sidney Gilliat et Frank Launder, d'après le roman The Wheel Spins d'Ethel Lina White
- Décors : Alex Vetchinsky
- Montage : R.E. Dearing
- Photographie : Jack E. Cox
- Musique : Charles Williams et Louis Levy
- Direction musicale : Louis Levy
- Producteur : Edward Black
- Société de production : Gainsborough Pictures
- Sociétés de distribution : Gaumont British (Royaume-Uni), Metro-Goldwyn-Mayer (États-Unis)
- Pays d'origine :  Royaume-Uni
- Langues originales : anglais, allemand
- Format : noir et blanc – 1.37 : 1 – 35 mm
- Genre : thriller, espionnage
- Durée : 96 minutes
- Dates de sortie :
  - Royaume-Uni : août 1938
  - États-Unis : 1er novembre 1938
  - France : 26 mars 1952

## Distribution
Remarque : 2d doublage entre parenthèses (vers 1985-1990)
- Margaret Lockwood (VF : Martine Irzenski) : Iris Mathilda Henderson
- Michael Redgrave (VF : Bernard Murat) : Gilbert Redman
- Paul Lukas (VF : William Sabatier) : Dr Egon Hartz
- Dame May Whitty : miss Froy
- Cecil Parker : Eric Todhunter
- Linden Travers (VF : Évelyn Séléna) : Margaret Todhunter
- Naunton Wayne : Elmer Caldicott
- Basil Radford : Charters
- Mary Clare : la baronne Isabel Nisatona
- Emile Boreo (VF : Serge Lhorca) : Boris, le directeur de l'hôtel
- Googie Withers (VF : Dorothée Jemma) : Blanche
- Catherine Lacey (VF : Béatrice Delfe) : la « religieuse »
- Kathleen Tremaine : Anna, la soubrette de l'hôtel

## Production
Le titre du film devait initialement être The Lost Lady et sa réalisation avait été confiée à Roy William Neill par Edward Black, producteur délégué de Gainsborough Pictures. Mais un accident (fracture de cheville) survenu à Neill lors des repérages en 1936 en Yougoslavie, couplé avec un incident diplomatique, font que le projet est mis en suspens et finalement confié l'année suivante à Alfred Hitchcock : le tournage a exclusivement lieu en Grande-Bretagne à compter de mars 1938.
Les scènes sont tournées dans les studios d'Islington et de Shepherd's Bush à Londres. Quant aux scènes de train, elles sont prises dans le comté de Hampshire (sud de l'Angleterre), sur le chemin de fer militaire de Longmoor (en) (dans le camp militaire de Longmoor (en) et la forêt Woolmer (en)).
Alfred Hitchcock apparaît en caméo vers la fin du film, fumant une cigarette sur un quai de la gare Victoria à Londres.

## Nouvelle version du film
Un remake de même titre est réalisé par Anthony Page en 1979, avec les acteurs Elliott Gould, Cybill Shepherd et Angela Lansbury.